# 26734 Terryfarrell
26734 Terryfarrell eller 2001 HG16 är en asteroid i huvudbältet som upptäcktes den 23 april 2001 av den kanadensiske astronomen William Kwong Yu Yeung vid Desert Beaver-observatoriet. Den är uppkallad efter den amerikanska skådespelerskan Terry Farrell, som kanske är bäst känd för sin roll som Jadzia Dax i den amerikanska science fiction serien Star Trek: Deep Space Nine.
Asteroiden har en diameter på ungefär 3 kilometer.